# Demokratyczna Partia Unionistyczna
Demokratyczna Partia Unionistyczna (ang. Democratic Unionist Party, DUP) – większa spośród dwóch unionistycznych partii politycznych w Irlandii Północnej, założona w 1970 przez pastora Iana Paisleya. Obecnie na jej czele stoi Arlene Foster.
DUP jest największą siłą polityczną w Irlandii Północnej, a od 2017 piątą co do wielkości w Izbie Gmin.

## Program
Partia głosi hasła prawicowe i konserwatywne, sprzeciwia się legalizacji aborcji i małżeństw osób tej samej płci. Popiera wyjście Wielkiej Brytanii z Unii Europejskiej. Jest przeciwna nacjonalizmowi irlandzkiemu, jest za pozostaniem Irlandii Północnej w Wielkiej Brytanii.
Jest partią protestancką, powiązaną z Wolnym Prezbiteriańskim Kościołem Ulsteru (ang. Free Presbyterian Church of Ulster), założonym także przez Iana Paisleya.